# Begovo Selo
Begovo Selo (en cyrillique : Бегово Село) est un village de Bosnie-Herzégovine. Il est situé dans la municipalité de Kupres, dans le canton 10 et dans la fédération de Bosnie-et-Herzégovine. Selon les premiers résultats du recensement bosnien de 2013, il compte 221 habitants.

## Démographie

### Évolution historique de la population
| 1948 | 1953 | 1961 | 1971 | 1981 | 1991 | 2013 |
| ---- | ---- | ---- | ---- | ---- | ---- | ---- |
| -    | -    | 231  | 230  | 260  | 271  | 221  |

|  |